# 曾祥鈞
曾祥鈞（1998年8月8日—）是臺灣男子籃球運動員，場上主打中鋒位置，最後效力於B1聯賽名古屋戰鷹。

## 國中至高中生涯
曾祥鈞國中就讀民生國中，國中時期沒有接受正規的籃球訓練，畢業時身高已達到189公分，但當時依然沒有人發掘其籃球天賦。高中就讀穀保家商後依然不斷長高，在堂哥曾煜鈞的介紹下進入籃球校隊，經過一段時間的訓練在高二逐漸獲得先發的機會，在104學年度帶領球隊獲得高中籃球聯賽乙組亞軍，高中三年身高長高至205公分，為了適應更高強度的對抗，體重也從70幾公斤增重至93公斤。

## 大學生涯
成為國手後有多所大專球隊邀請曾祥鈞加入，最後選擇大專籃球聯賽（UBA）傳統強權輔仁大學，由於國家隊培訓精實使其體重快速下降，因此大一必須增加重訓訓練量以增加身體對抗性。在大二賽季曾祥鈞就以場均2.1阻攻獲得阻攻王的個人獎項，大三賽季獲得阻攻王及籃板王兩項個人獎項，大四更是帶領輔大打進四強戰，並以場均17.1分獲得年度得分王的獎項。

## 職業生涯
2020年5月26日，曾祥鈞選擇加盟東南亞職業籃球聯賽（ABL）臺北富邦勇士，選擇加盟富邦勇士是因為想就近向中華隊的前輩曾文鼎學習。2020年夏天台灣職籃聯盟P. LEAGUE+創立，曾祥鈞隨著球隊轉戰賽場。在P. LEAGUE+新秀賽季出賽24場，繳出6.3分、6.3籃板、1阻攻數據，2021年5月13日總冠軍第三戰曾祥鈞先發出場膝蓋扭傷緊急送醫治療。冠軍戰最終因疫情關係裁定由富邦勇士獲勝，曾祥鈞獲得職業賽場第一座冠軍盃。2024年7月19日，曾祥鈞以1年亞外合約加盟名古屋戰鷹。

## 國家隊生涯
曾祥鈞在高中畢業前因為參加一場NIKE籃球活動被U18亞青總教練許時清發現因此獲選為U18亞青賽國手，入選培訓隊後因為表現亮眼而成為U18中華男籃的主戰中鋒。2017年曾祥鈞以最年輕之姿越級加入中華男籃培訓隊參加瓊斯盃，但在隊內練習時造成手指骨裂無緣上場，之後兩年也都入選中華白隊參加瓊斯盃。2020年大四的曾祥鈞也入選中華男籃參加亞洲盃資格賽，成為該次代表隊中唯一的UBA球員，2021年亞洲盃男籃資格賽第三階，曾祥鈞再次入選中華隊培訓名單。2025年7月31日，曾祥鈞入選中華男籃參加2025年亞洲盃籃球賽。

## 個人生活
曾祥鈞的家人身高都很高，父親有192公分，母親也有174公分，弟弟曾祥銘為排球運動員，效力於企業排球聯賽的桃園臺產隼鷹。

## 生涯數據
| † | 代表曾祥鈞於該年度贏得總冠軍 |
| * | 領先聯盟                     |

### P. LEAGUE+

#### 例行賽
| 賽季     | 球隊         | GP | GS | MPG  | FG%  | 3P%  | FT%  | RPG | APG | SPG | BPG | PPG  |
| -------- | ------------ | -- | -- | ---- | ---- | ---- | ---- | --- | --- | --- | --- | ---- |
| 2020–21† | 臺北富邦勇士 | 24 | 8  | 20.4 | 51.5 | 0    | 51.2 | 6.2 | 0.8 | 0.5 | 0.9 | 6.2  |
| 2021–22† | 臺北富邦勇士 | 23 | 1  | 13   | 41.3 | 31.2 | 50   | 2.7 | 0.3 | 0.3 | 0.3 | 3.7  |
| 2022–23† | 臺北富邦勇士 | 33 | 25 | 26.3 | 45.9 | 29.6 | 73.4 | 5.8 | 1.1 | 0.9 | 1   | 11.1 |

#### 季後賽
| 賽季     | 球隊         | GP | GS | MPG  | FG%  | 3P%  | FT%  | RPG | APG | SPG | BPG | PPG |
| -------- | ------------ | -- | -- | ---- | ---- | ---- | ---- | --- | --- | --- | --- | --- |
| 2020–21† | 臺北富邦勇士 | 3  | 3  | 18.4 | 33.3 | 0    | 100  | 4.6 | 0.3 | 0.6 | 0   | 4.6 |
| 2021–22† | 臺北富邦勇士 | 9  | 8  | 15.9 | 44.4 | 44.4 | 64.2 | 2.2 | 2.3 | 0.4 | 0.2 | 5.8 |
| 2022–23† | 臺北富邦勇士 | 9  | 3  | 20.5 | 51.9 | 38.4 | 53.8 | 3.2 | 0.2 | 0.3 | 1.1 | 7.3 |

## 外部連結
- 曾祥鈞的Instagram帳戶
- 曾祥鈞在fiba.basketball（英语）
- 曾祥鈞在archive.fiba.com（存檔）（英语）
- 曾祥鈞在fiba3x3.com（英语）
- 曾祥鈞在B.LEAGUE官網（日语）
- 曾祥鈞在P. LEAGUE+官網
- 曾祥鈞在Eurobasket.com（球員）（英语）
- 曾祥鈞在Proballers（英语）
- 曾祥鈞在RealGM（球員）（英语）
- 曾祥鈞在Flashscore（英语）